# Аспарух Василев
Аспарух Василев е български футболист, полузащитник. Състезател на Конелиано (Герман). Прякорът му е Пухи.

## Кариера
Като юноша играе в отбора на ЦСКА и вкарва 91 попадения в детските и младежките формации на „Армейците“. Въпреки това не успява да се наложи в първия състав и е продаден на Спартак (Варна). Там Василев изиграва само 15 мача. След като напуска Спартак през 2004 г., играе в долните дивизии на Чехия в отбора на Престиц. През 2006 г. се връща в България в отбора на Конелиано, но след като той е преименуван на Черноморец (Бургас-София), Василев преминава във Вихър (Горубляне). През 2007 г. Вихър се обединява с Академик (София) и халфът става един от ключовите играчи на обединения отбор. Помага на „Студентите“ да се върнат в А група. През сезон 2010/11 става капитан на отбора. Академик се задържат само един сезон в елита и през лятото на 2011 Пухи подписва с Атромитос. От началото на 2012 г. играе в Сливнишки герой, но след края на сезона напуска.